# 單點藍灰蝶

單點藍灰蝶（學名：Famegana alsulus），是灰蝶科的一種小型蝴蝶。

## 描述
本種為小型灰蝶，具雌雄二型性。體背暗褐，腹面白色。前翅前緣與外緣呈弧形，後翅圓形。
雄蝶翅背為暗褐色，具藍色紋，前後翅外緣有黑邊；雌蝶藍色鱗較少。翅腹面淺灰色，外緣有一列模糊的淺色弦月紋，CuA1室端具黑褐色斑點。緣毛淺褐色。

## 分佈
分佈於華南、中南半島、東南亞、新幾內亞、澳洲和大洋洲西部島嶼。
臺灣分布於本島員林及離島蘭嶼。